# Raul Dgworeli
Raul Dgworeli (ros. Рауль Дгворели; ur. 9 stycznia 1965) – tadżycki zapaśnik w stylu klasycznym. Olimpijczyk z Atlanty 1996, gdzie zajął dziewiąte miejsce w kategorii do 74 kg.
Dwudziesty pierwszy na mistrzostwach świata w 1997, czwarty w mistrzostwach Azji w 1996 i siódmy w 1999.